# Dudley „Red” Garrett Memorial Award
Dudley "Red" Garrett Memorial Award – nagroda przyznawana każdego sezonu w lidze American Hockey League najlepszemu debiutantowi sezonu. Laureat nagrody jest wybierany przez media i zawodników AHL. Nagroda została nazwana od Dudleya „Red“ Garretta, który po występach w AHL i NHL poległ w II wojnie światowej.

## Lista nagrodzonych
- 2015-2016 - Mikko Rantanen, San Antonio Rampage i Frank Vatrano, Providence Bruins
- 2014-2015 - Matt Murray, Wilkes-Barre/Scranton Penguins
- 2013-2014 - Curtis McKenzie, Texas Stars
- 2012–2013 - Tyler Toffoli, Manchester Monarchs
- 2011–2012 - Cory Conacher, Norfolk Admirals
- 2010–2011 - Luke Adam, Portland Pirates
- 2009–2010 - Tyler Ennis, Portland Pirates
- 2008–2009 - Nathan Gerbe, Portland Pirates
- 2007-2008 - Michael Leighton, Manchester Monarchs
- 2006-2007 - Brett Sterling, Chicago Wolves
- 2005–2006 - Patrick O'Sullivan, Houston Aeros
- 2004–2005 - René Bourque, Norfolk Admirals
- 2003–2004 - Wade Dubielewicz, Bridgeport Sound Tigers
- 2002–2003 - Darren Haydar, Milwaukee Admirals
- 2001–2002 - Tyler Arnason, Norfolk Admirals
- 2000–2001 - Ryan Kraft, Kentucky Thoroughblades
- 1999–2000 - Mika Noronen, Rochester Americans
- 1998–1999 - Shane Willis, Beast of New Haven
- 1997–1998 - Daniel Brière, Springfield Falcons
- 1996–1997 - Jaroslav Svejkovsky, Portland Pirates
- 1995–1996 - Darcy Tucker, Fredericton Canadiens
- 1994–1995 - Jim Carey, Portland Pirates
- 1993–1994 - Rene Corbet, Cornwall Aces
- 1992–1993 - Corey Hirsch, Binghamton Rangers
- 1991–1992 - Félix Potvin, St. John’s Maple Leafs
- 1990–1991 - Patrick Lebeau, Fredericton Canadiens
- 1989–1990 - Donald Audette, Rochester Americans
- 1988–1989 - Stéphan Lebeau, Sherbrooke Canadiens
- 1987–1988 - Mike Richard, Binghamton Whalers
- 1986–1987 - Brett Hull, Moncton Golden Flames
- 1985–1986 - Ron Hextall, Hershey Bears
- 1984–1985 - Steve Thomas, St. Catharines Saints
- 1983–1984 - Claude Verret, Rochester Americans
- 1982–1983 - Mitch Lamoureux, Baltimore Skipjacks
- 1981–1982 - Bob Sullivan, Binghamton Whalers
- 1980–1981 - Pelle Lindbergh, Maine Mariners
- 1979–1980 - Darryl Sutter, New Brunswick Hawks
- 1978–1979 - Mike Meeker, Binghamton Dusters
- 1977–1978 - Norm Dupont, Nova Scotia Voyageurs
- 1976–1977 - Rod Schutt, Nova Scotia Voyageurs
- 1975–1976 - Greg Holst, Providence Reds i Pierre Mondou, Nova Scotia Voyageurs
- 1974–1975 - Jerry Holland, Providence Reds
- 1973–1974 - Rick Middleton, Providence Reds
- 1972–1973 - Ron Anderson, Boston Braves
- 1971–1972 - Terry Caffery, Cleveland Barons
- 1970–1971 - Fred Speck, Baltimore Clippers
- 1969–1970 - Jude Drouin, Montreal Voyageurs
- 1968–1969 - Ron Ward, Rochester Americans
- 1967–1968 - Gerry Desjardins, Cleveland Barons
- 1966–1967 - Bob Rivard, Quebec Aces
- 1965–1966 - Mike Walton, Rochester Americans
- 1964–1965 - Ray Cullen, Buffalo Bisons
- 1963–1964 - Roger Crozier, Pittsburgh Hornets
- 1962–1963 - Doug Robinson, Buffalo Bisons
- 1961–1962 - Les Binkley, Cleveland Barons
- 1960–1961 - Chico Maki, Buffalo Bisons
- 1959–1960 - Stan Baluik, Providence Reds
- 1958–1959 - Bill Hicke, Rochester Americans
- 1957–1958 - Bill Sweeney, Providence Reds
- 1956–1957 - Boris Elik, Cleveland Barons
- 1955–1956 - Bruce Cline, Providence Reds
- 1954–1955 - Jimmy Anderson, Springfield Indians
- 1953–1954 - Don Marshall, Buffalo Bisons
- 1952–1953 - Guyle Fielder, St. Louis Flyers
- 1951–1952 - Earl Reibel, Indianapolis Capitals
- 1950–1951 - Wally Hergesheimer, Cleveland Barons
- 1949–1950 - Paul Meger, Buffalo Bisons
- 1948–1949 - Terry Sawchuk, Indianapolis Capitals
- 1947–1948 - Bob Solinger, Cleveland Barons